# Let the Sunshine In
„Medley: Aquarius/Let the Sunshine In (The Flesh Failures)“ (обикновено наричана „Aquarius/Let the Sunshine In“, „The Age of Aquarius“ или „Let the Sunshine In“) (на български: Нека слънцето да влезе (Неуспехите на Плътта) е смесица от две песни, написани през 1967 за мюзикъла „Коса“ от Джеймс Радо и Джером Рагни (текст) и Калт Макдермът (музика), издаден като сингъл от американската R&B група „5th Dimension“. Песента прекарва шест седмици на първо място в класацията на Billboard Hot 100 за поп сингли през пролетта на 1969 г. и в крайна сметка е сертифицирана с платина в САЩ от RIAA . Инструменталният аранжимент е написан от Бил Холман и предоставена от сесийни музиканти, известни като „Wrecking Crew“. Действителният запис е рядкост: песента е записана в два града, Лос Анджелис и Лас Вегас, след което смесена заедно в студиото.
Песента вписана под номер 66 на „Билборд“ „Greatest Songs на всички времена“.

## История
Записът е воден от американския продуцент и инженер-ветеран Боунс Хоу, който преди това е работил с „The 5th Dimension“, както и с „Mamas & the Papas“ и Елвис Пресли. Както Хоу разказва, записът може да бъде проследен до инцидент, при който водещият певец на „The 5th Dimension“ Били Дейвис – младши оставя портфейла си в такси в Ню Йорк; мъжът, който намеира портфейла, участва в производството на Hair и покани групата да види шоуто: „След като го видяха, получих телефонно обаждане, в което всички разговаряха един с друг, казвайки: „Имаме за да отреже тази песен „Водолей“. Това е най-доброто нещо, което някога е било“. Хау е скептичен („Това не е пълна песен. Това е въведение.“), но след като вижда шоуто на сцената, получава идеята да създаде смесица с още един музикален момент от шоуто, няколко такта от песента „The Flesh Failures“, които се състоят от повтарящите се думи „нека слънцето да влезе“. Въпреки че двата фрагмента от песени са с различни клавиши и темпо, Хоу решава да ги „задръсти заедно като два влака“.
Инструменталната песен трябва да бъде записана на Wally Heider Recording в Лос Анджелис от ритмичната секция на Wrecking Crew на Hal Blaine на барабани, Джо Осбърн на бас, Лари Кнехтел на клавишни и Томи Тедеско на китара заедно с китариста Денис Будимир. Той включва и струнни и духови инструменти. Въпреки това вокалите са записани отделно в Лас Вегас, където по това време изпълняваше „The 5th Dimension“, използвайки само два микрофона за петте певици. Солото на Дейвис по време на „Let the Sunshine In“ е импровизирано по време на сесията; текстописецът Джими Уеб, който се намира в студиото по време на записа, отбелязва пред Хау: „Боже мой, това е запис номер едно“.
Сред контрапунктовите фрази, изпяти от Дейвис, са „О, остави го да свети“, „Отвори сърцето си“, „Трябва да го усетиш“ и „Искам да пееш заедно с „The 5th Dimension“.
Тази песен е една от най-популярните песни от 1969 г. в световен мащаб, а в Съединените щати тя достигна позиция номер едно както в Billboard Hot 100 (за шест седмици през април и май), така и в класацията на Billboard Easy Listening. Тя също така достигна върха на класациите за продажби в Канада и другаде. „Билборд“ го класира като №2 на топ 100 сингъл за 1969 г.
Записът печели както награда „Грами“ за запис на годината, така и най-добро поп вокално изпълнение от група за наградите „Грами“ от 1970 г., след като е публикуван в албума „The Age of Aquarius“ от „5-то измерение“, а също така е издаден като седем инчова винилова единична плоча.
Текстът на тази песен се основава на астрологичното убеждение, че светът скоро ще навлезе в „ерата на Водолея“, епоха на любов, светлина и човечност, за разлика от сегашната „епоха на Рибите“. Точните обстоятелства за промяната са „Когато Луната е в седмия дом, а Юпитер се подравнява с Марс“. Предполага се, че тази промяна е настъпила в края на 20-и век но астролозите обаче се различават много по отношение на това кога точно.
Астрологът Нийл Спенсър осъди текстовете като „астрологически глупости“, отбелязвайки, че Юпитер формира астрологичен аспект с Марс няколко пъти годишно и Луната е в 7-и дом за два часа всеки ден. Тези редове се разглеждат от много хора като да бъде само поетичен изказ, въпреки че някои хора ги приемат буквално.
Списъкът на 100 години ... 100 песни на Американския филмов институт ... , публикуван през 2004 г., класира „Medley: Aquarius/Let the Sunshine In (The Flesh Failures)“ като номер 33.

## Списък с песни
- Страна A. „Medley: Aquarius / Let the Sunshine In (The Flesh Failures)“ – 3:50
- Страна B. „Don'tcha Hear Me Callin' To Ya“ – 3:54

## Световна слава
Песента добива световна слава след представянето на мюзикъла „Коса“ на Бродуей през 1967 г., като получава награда „Грами“ през 1969 г. заедно с останалите песни. Спектакълът многократно е изпълняван и в България. Славата на композицията нараства успоредно с разпросртанението на едноименния филм на Милош Форман, в чийто саундтрак е включена. Тук песента е разделена на две части. Филма започва с „Aquarius“ и завършва с „Let the Sunshine In (The Flesh Failures)“.